# AAAラテンアメリカ王座
AAAラテンアメリカ王座は、AAAが管理、認定している王座。

## 歴代王者
| 歴代   | 選手                           | 戴冠回数 | 獲得日付       | 獲得場所                                   |
| ------ | ------------------------------ | -------- | -------------- | ------------------------------------------ |
| 初代   | ドクトル・ワグナー・ジュニア   | 1        | 2011年6月18日  | メキシコシティ                             |
| 第2代  | エレア・パーク                 | 1        | 2011年12月16日 | プエブラ州プエブラ                         |
| 第3代  | ブルー・デーモン・ジュニア     | 1        | 2013年6月16日  | メキシコシティ                             |
| 第4代  | チェスマン                     | 1        | 2014年3月16日  | ヌエボ・レオン州モンテレイ                 |
| 第5代  | サイコ・クラウン               | 1        | 2015年8月31日  | プエブラ州テワカン                         |
| 第6代  | ペンタゴン・ジュニア           | 1        | 2016年7月3日   | メヒコ州エカテペック                       |
| 第7代  | ジョニー・ムンド               | 1        | 2016年8月28日  | メキシコシティ                             |
| 第8代  | エル・イホ・デル・ファンタスマ | 1        | 2017年10月1日  | サン・ルイス・ポトシ州サン・ルイス・ポトシ |
| 第9代  | ドラゴ                         | 1        | 2018年12月2日  | アグアスカリエンテス州アグアスカリエンテス |
| 第10代 | ダガ                           | 1        | 2019年10月19日 | ベラクルス州オリサバ                       |
| 第11代 | タウルス                       | 1        | 2012年12月2日  | プエブラ州サン・ペドゥロ・チョルラ         |
| 第12代 | フェニックス                   | 1        | 2022年6月18日  | バハ・カリフォルニア州ティフアナ           |
| 第13代 | QTマーシャル                   | 1        | 2023年8月12日  | メキシコシティ                             |
| 第14代 | オクタゴン・ジュニア           | 1        | 2023年11月19日 | チワワ州シウダー・フアレス                 |
| 第15代 | エル・メシアス                 | 1        | 2024年11月10日 | チワワ州シウダー・フアレス                 |